# مارك د. شتاينبرغ
مارك د. شتاينبرغ (بالإنجليزية: Mark D. Steinberg)‏ هو مؤرخ أمريكي، ولد في 8 يونيو 1953 في سان فرانسيسكو في الولايات المتحدة.